# فرودگاه کوبوک
فرودگاه کوبوک  (به انگلیسی: Kobuk Airport) یک فرودگاه همگانی با کد یاتا OBU است که یک باند فرود شن دارد و طول باند آن ۱۲۱۹ متر است. این فرودگاه در شهر کوبوک، آلاسکا کشور ایالات متحده آمریکا قرار دارد و در ارتفاع ۴۲ متری از سطح دریا واقع شده است.